# Davern Nunatak
Davern Nunatak är en nunatak i Antarktis. Den ligger i Östantarktis. Australien gör anspråk på området. Toppen på Davern Nunatak är 1 737 meter över havet.
Terrängen runt Davern Nunatak är huvudsakligen lite kuperad. Trakten är obefolkad. Det finns inga samhällen i närheten. 